# Fibonomialkoefficient
Inom matematiken är Fibonomialkoefficienterna eller Fibonacci-binomialkoefficienterna tal definierade som
{\displaystyle {\binom {n}{k}}_{F}={\frac {F_{n}F_{n-1}\cdots F_{n-k+1}}{F_{k}F_{k-1}\cdots F_{1}}}={\frac {n!_{F}}{k!_{F}(n-k)!_{F}}}}
där n och k är icke-negativa heltal, 0 ≤ k ≤ n, Fj är det j-th Fibonaccitalet och n!F är Fibonaccifakulteten med 0!F= 1.
Fibonomialkoefficienterna är alla heltal. Några speciella värden är:
{\displaystyle {\binom {n}{0}}_{F}={\binom {n}{n}}_{F}=1}
{\displaystyle {\binom {n}{1}}_{F}={\binom {n}{n-1}}_{F}=F_{n}}
{\displaystyle {\binom {n}{2}}_{F}={\binom {n}{n-2}}_{F}={\frac {F_{n}F_{n-1}}{F_{2}F_{1}}}=F_{n}F_{n-1}}
{\displaystyle {\binom {n}{3}}_{F}={\binom {n}{n-3}}_{F}={\frac {F_{n}F_{n-1}F_{n-2}}{F_{3}F_{2}F_{1}}}=F_{n}F_{n-1}F_{n-2}/2}
{\displaystyle {\binom {n}{k}}_{F}={\binom {n}{n-k}}_{F}.}
Fibonomialkoefficienterna (talföljd A010048 i OEIS) är analogier av binomialkoefficienterna och kan framställas i en triangel analog till Pascals triangel. De första åtta raderna visas nedan.
| {\displaystyle n=0} |  |   |   |    |    |     |     |     | 1   | 1   |     |     |     |    |    |   |   |
| {\displaystyle n=1} |  |   |   |    |    |     |     | 1   | 1   | 1   | 1   |     |     |    |    |   |   |
| {\displaystyle n=2} |  |   |   |    |    |     | 1   | 1   | 1   | 1   | 1   | 1   |     |    |    |   |   |
| {\displaystyle n=3} |  |   |   |    |    | 1   | 1   | 2   | 2   | 2   | 2   | 1   | 1   |    |    |   |   |
| {\displaystyle n=4} |  |   |   |    | 1  | 1   | 3   | 3   | 6   | 6   | 3   | 3   | 1   | 1  |    |   |   |
| {\displaystyle n=5} |  |   |   | 1  | 1  | 5   | 5   | 15  | 15  | 15  | 15  | 5   | 5   | 1  | 1  |   |   |
| {\displaystyle n=6} |  |   | 1 | 1  | 8  | 8   | 40  | 40  | 60  | 60  | 40  | 40  | 8   | 8  | 1  | 1 |   |
| {\displaystyle n=7} |  | 1 | 1 | 13 | 13 | 104 | 104 | 260 | 260 | 260 | 260 | 104 | 104 | 13 | 13 | 1 | 1 |

Av relationen
{\displaystyle {\binom {n}{k}}_{F}=F_{n-k+1}{\binom {n-1}{k-1}}_{F}+F_{k-1}{\binom {n-1}{k}}_{F}}
följer det att Fibonomialkoefficienterna alltid är heltal.